# Rigina Meftəhəddinova
Rigina Meftəhəddinova (también escrito como Rigina Meftakhetdinova; Bakú, URSS, 5 de febrero de 1990) es una deportista azerbaiyana que compite en tiro, en la modalidad de tiro al plato. Ganó una medalla de bronce en el Campeonato Europeo de Tiro de 2025, en la prueba de skeet mixto.

## Palmarés internacional
| Campeonato Europeo | Campeonato Europeo    | Campeonato Europeo | Campeonato Europeo |
| Año                | Lugar                 | Medalla            | Prueba             |
| ------------------ | --------------------- | ------------------ | ------------------ |
| 2025               | Châteauroux (Francia) | Medalla de bronce  | Skeet mixto        |